# Segundo Bautista
Segundo Bautista (Salcedo, Cotopaxi, 23 de diciembre de 1933 - Quito, 8 de mayo de 2019) fue un músico y compositor ecuatoriano, compositor de más de trescientas obras en varios géneros musicales, desde boleros hasta fox incaicos, donde participó como uno de sus principales cantantes durante más de treinta años entre 1967 y 1997. Sus últimos años los dedicó a su carrera solista.

## Biografía
Creció y vivió en la Ciudad de Salcedo con su madre hasta los 4 años, a los 5 fue trasladado a la ciudad de Quito por una diligencia de unas monjas y la cruz roja, allí fue internado en el instituto para ciegos de Quito en donde encuentra su gusto por la música y a los 5 años ya comienza a estudiar piano y ya a los 7 se convierte en pianista oficial de la institución donde estaba internado, a los once años empieza su aprendizaje en guitarra, gracias a una donación que le hicieron y a los 15 ya dominaba no solo la guitarra sino también el requinto. Ya con todo ese conocimiento musical el maestro Segundo Bautista decide salir de la institución y continuar su vida como músico.

## Carrera musical
Segundo Bautista comenzó su carrera musical en la época de 1948 como pianista de Radio Comercial, después pasó a Radio Ecuador Amazónico y posteriormente a emisoras Gran Colombia, en donde llegó a ser el pianista oficial además de formar parte del conjunto "Los Barrieros" 
El maestro Segundo Bautista funda el trío  Luz de América que más tarde decide cambiar el nombre a Los  Montalvinos en honor a Juan Montalvo , una de los mejores tríos  que ha tenido en el Ecuador en toda su historia. Segundo Bautista fue fundador, director, compositor, primer requinto y primera voz de este afamado trío.
En el año 1956 compuso canciones para cantantes de la talla de Los tres caballeros, Los Panchos, Los tres diamantes,además de artistas ecuatorianos,  en Guayaquil protagonizó un mano a mano con los Tres Embajadores. El público llenó por completo el escenario, ya que Segundo Bautista era digno de admiración al interpretar el requinto y cantar, muy pocos artistas han podido hacer esto. 
Segundo Bautista decide retirarse de los escenarios activamente, pensando en que la gente lo tenía que recordar en lo mejor de su etapa y no cuando ya no era lo mismo, dejando un legado de más de 50 años de vida artística, con un sinnúmero de discos grabados, con más de 300 composiciones a su haber desde Fox Incaicos hasta música cristiana, su composición más conocida es "Collar de Lagrimas" Fox Incaico que ha traspasado fronteras y tiempo, cabe destacar que en muchos sitios se le da la autoría a su exmánager Ruperto Romero, y esto probablemente ha sido el peor robo no solo al maestro si no a la música Ecuatoriana como el maestro a dijo muchas veces, este so dicho autor de la letra abuso de su ceguera para posicionarse de la letra y poner en el disco como que si fuese de su autoría, pero este señor robaba canciones a todos , no solo al maestro Segundo Bautista. ‘Collar de lágrimas’ se ha constituido no solo en su canción más emblemática si no en un himno del emigrante, que tuvo gran éxito, hasta el punto de ser cantada por cientos de cubanos residentes en Miami.
Segundo Bautista fue un artista multifacético, tocaba a la perfección el Piano, Guitarra, Requinto, Bajo, Acordeón, Bandolin, Órgano, Rondador y has la hoja de capuli, era director musical de muchos artistas ecuatorianos a quienes ayudó e impulsó en sus respectivas carreras además de arreglista,  también fue dueño de su propio sello discográfico " Audioremi" con este sello junto a su esposa se convirtió en productor de discos por muchos años con esto ayudó a muchísimos artistas a grabar.

## Vida personal y muerte
Se casó con Sofía Benavides y tuvo cuatro hijos varones. solo uno de sus hijos quien es  Álex Bautista sigue el legado de su padre, hoy vive en Estados Unidos y es un productor, cantautor y director musical de teatro para niños. es el único que siguió con la carrera y el legado de su padre.
En 2018 se le diagnosticó una enfermedad pulmonar, que lo mantuvo de manera intermitente en los escenarios por los distintos tratamientos que requirió. Falleció el 8 de mayo de 2019 a los 85 años tras contraer por tercera vez  una neumonía en el hospital Pablo Arturo Suárez de Quito.

## Discografía
- Quiero verte madre
- Ojos que me amaron
- El último beso de mi madre
- Huérfano de padre
- Collar de Lágrimas (letra y música Segundo Bautista)
- El himno a Sayce
- El Carpintero